# Тренцано
Тренцано је насеље у Италији у округу Бреша, региону Ломбардија.
Према процени из 2011. у насељу је живело 5189 становника. Насеље се налази на надморској висини од 109 м.

## Становништво
Према резултатима пописа становништва 2011. у општини је живело 5.480 становника.
| 1951. | 1961. | 1971. | 1981. | 1991. | 2001. | 2011. |
| ----- | ----- | ----- | ----- | ----- | ----- | ----- |
| 4.439 | 3.703 | 3.634 | 4.036 | 4.478 | 4.848 | 5.480 |